# Calamiter
Calamiter (Calamitaceae) är en familj utdöda trädliknande växter inom fräkenordningen. 
Calamiterna levde under slutet av paleozoikum, och dominerade under karbon dåtidens sumpvegetation. De kunde bli upp till 20-25 meter höga. Likt dagens fräkenväxter var stammar och skott ledade och bladen kantställa. Släktet Calamites hade stammen en stor central märghåla omgiven av en vedcylinder med tjock bark. Märgstrålar delade upp vedcylindern i segment och gav den en distinkt längstruktur. Hos släktena Annularia och Asterophyllites var bladen fristående och smala. Reproduktionsorganen hos familjen var samlade i strobiler med kransställda sporangioforer med sporangierna på de sköldformiga topparna. Såväl homospora som heterospora sporangier har påträffats.